# Finländska dagstidningar
Som Finlands äldsta periodiska skrift räknas Tidningar, utgifne af et sällskap i Åbo, som från 1771 utgavs av sällskapet Aurora och först redigerades av Henrik Gabriel Porthan. Den ersattes 1809 av den officiella Åbo allmänna tidning (1810–1819) och Åbo tidningar (1820–1861). Det officiella organet hette från 1820 Finlands Allmänna Tidning och utgavs i Helsingfors. Den ryska censuren i Storfurstendömet Finland försvårade tidningsutgivningen. Adolf Iwar Arwidsson grundade 1821 Åbo Morgonblad, men den förbjöds efter nio månader. Åbo Underrättelser grundades 1824, Tidningar ifrån Helsingfors 1829 och Helsingfors tidningar 1829 (åren 1841–1860 redigerad av Zacharias Topelius, nedlagd 1866). Johan Ludvig Runeberg grundade 1832 Helsingfors morgonblad och redigerade den fram till 1837. Johan Vilhelm Snellman i Kuopio grundade 1844 Saima, som efter tre årgångar förbjöds av censuren 1846. En efterföljare blev tidningen Viborg (1855). Helsingfors Dagblad grundades 1862 av Edvard Bergh och blev under hans efterträdare Robert Lagerborg (1865–1882) och Anders Herman Chydenius en modern tidning, som dock lades ner i mars 1889. Wikingen (1870–1874) gjorde sig till organ för de svensktalande i Finland. Hufvudstadsbladet grundades 1864 och fick under August Schaumann och Artur Frenckell stor spridning. Axel Lille grundade Nya Pressen (1883–1900 och 1906–1914). Från 1888 skärptes censuren. För att undgå den, utvecklades en egendomlig, omskrivande och antydande stil.
Den första tidskriften på finska var Elias Lönnrots Mehiläinen (1837–1840). Snellman utgav vid sidan av Saima även folkbladet Maamiehen ystävä (1844–1845). Till mer bildade, finskspråkiga läsare riktade sig den i Viborg utgivna Kanava (1845–1847). I Helsingfors utgavs Suometar (1847–1866). 1850 infördes förbud mot att på finska språket trycka annat än ekonomiska och religiösa verk. Finlands Allmänna Tidning började 1857 utges även på finska. Från 1880-talet blev den finskspråkiga pressen större än den svenskspråkiga. Störst var Uusi Suometar, grundad 1869, som 1919 bytte namn till Uusi Suomi. Päivälehti (1889–1904) leddes av Eero Erkko. När den 1904 drogs in, grundades Helsingin Sanomat. Socialdemokraterna grundade 1895 Työmies, som upphörde 1918 under Finska inbördeskriget och ersattes av Suomen Sosialidemokraatti. Turun Sanomat som utkommer i Åbo grundades 1904. 1906 grundades Ilkka i Vasa av Santeri Alkio, organ för agrarförbundet. Till detta parti hörde även Maakansa i Viborg (från 1946 i Helsingfors).
Dagens Press och Svenska Tidningen grundades 1917. Den litterära halvmånadstidningen Nya Argus grundades 1910. Omkring sekelskiftet 1900 ökade landsortspressen. 1895 fanns 94 finskspråkiga, 66 svenskspråkiga och 3 blandspråkiga tidningar och tidskrifter.
Lapporörelsen utgav aftontidningen Ajan sana (1930–1932) som följdes av Ajan suunta (1932–1944). Folkdemokraterna grundade 1944 finskspråkiga Vapaa Sana och svenskspråkiga Ny Tid, medan Finlands kommunistiska parti 1945 grundade Työkansan Sanomat. Det socialdemokratiska Arbetarbladet (grundat 1919) gick 1949–1972 under namnet Svenska Demokraten, men har återtagit sin ursprungliga titel.

## Lista
Detta är en lista över såväl finskspråkiga som svenskspråkiga dagstidningar som utkommer i Finland.

### A
- Aamulehti, Tammerfors
- Aamuposti, Hyvinge  – http://www.aamuposti.fi/
- Arbetarbladet, Helsingfors

### E
- Etelä-Saimaa, Villmanstrand – http://www.esaimaa.fi/
- Etelä-Suomen Sanomat, Lahtis – http://www.ess.fi/
- Etelä Uusimaa, Karis (Lokal gratistidning i Västnyland)

### H
- Hangötidningen-Hangonlehti, Hangö
- Helsingin Sanomat, Helsingfors
- Hufvudstadsbladet, Helsingfors
- Hämeen Sanomat, Tavastehus – http://www.hameensanomat.fi/

### I
- Iisalmen Sanomat, Idensalmi – http://www.iisalmensanomat.fi/
- Ilkka, Seinäjoki
- Iltalehti, Helsingfors
- Ilta-Sanomat, Helsingfors
- Itä-Savo, Nyslott – http://www.ita-savo.fi/

### K
- Kainuun Sanomat, Kajana – http://www.kainuunsanomat.fi/
- Kaleva, Uleåborg
- Karjalainen, Joensuu – http://www.karjalainen.fi/
- Kauppalehti, Helsingfors – http://www.kauppalehti.fi/
- Keskipohjanmaa, Karleby
- Keskisuomalainen, Jyväskylä – http://www.keskisuomalainen.net/
- Keski-Uusimaa, Tusby – http://www.keskiuusimaa.fi/
- Kirkkonummen Sanomat, Kyrkslätt
- Kouvolan Sanomat, Kouvola – http://www.kouvolansanomat.fi/
- Kymen Sanomat, Kotka – http://www.kymensanomat.fi/

### L
- Lapin Kansa, Rovaniemi, landskapet Lappland
- Lapuan Sanomat, Lappo – http://www.lapuansanomat.fi/
- Loviisan Sanomat, Lovisa
- Länsi-Savo, S:t Michel – http://www.lansi-savo.fi/
- Länsi-Väylä, Esbo, Grankulla, Kyrkslätt
- Länsi-Uusimaa, Muijala, Lojo – http://www.lansi-uusimaa.fi/

### N
- Nya Åland, Mariehamn
- Nya Östis, Lovisa (lokal dagstidning)

### P
- Pietarsaaren Sanomat, Jakobstad – http://www.pietarsaarensanomat.fi/
- Pohjalainen, Vasa – http://www.pohjalainen.fi/
- Pohjolan Sanomat, Kemi – http://www.pohjolansanomat.fi/

### S
- Satakunnan Kansa, Björneborg
- Savon Sanomat, Kuopio
- Syd-Österbotten, Närpes

### T
- Turun Sanomat, Åbo

### U
- Uusimaa, Borgå – http://uusimaa.fi/

### V
- Valkeakosken Sanomat, Valkeakoski – http://www.valkeakoskensanomat.sps.fi/
- Vasabladet, Vasa
- Västra Nyland, Raseborg (Spridningsområdet är hela regionen Västnyland)

### Å
- Åbo Underrättelser, Åbo – https://abounderrattelser.fi
- Ålandstidningen, Mariehamn

### Ö
- Österbottens tidning, (Jakobstad, Karleby, Kronoby, Larsmo, Nykarleby och Pedersöre)
- Östnyland, Borgå (Spridningsområdet är hela östra halvan av landskapet Nyland)